# Kliopsyllus longifurcatus
Kliopsyllus longifurcatus är en kräftdjursart som beskrevs av Scheibel 1975. Kliopsyllus longifurcatus ingår i släktet Kliopsyllus och familjen Paramesochridae. Arten är reproducerande i Sverige. Inga underarter finns listade i Catalogue of Life.